# 台灣南美會
南美會，原名台南美術研究會，是1952年由畫家郭柏川聚集當時臺南美術同好者共同成立之地區性畫會，自1950年代以來台灣南部代表畫會之一。

## 歷史
1949年，於北京任教的台南籍畫家郭柏川跟隨撤遷來台的國民政府回到故鄉，並任教於時為省立工學院的成功大學建築系；基於對藝術創作及本地藝運的關懷，郭氏開始蘊釀畫會團體的組成。1952年，郭柏川集聚台南美術同好，於6月14日在台南市醫師公會禮堂正式成立「台南美術研究會」。南美會於1953年成立攝影部，時任成員如許淵富、張武俊等，皆為臺南早期重要的攝影創作者之一。1955年，與「高雄美術研究會」於嘉義聯合舉辦「南部美展」。1961年再增設工藝部，由原西畫兼雕塑部會員楊景天負責。

## 設施
2001年，由臺南市政府文化局安排接管原台南美新處作為會館。2002年，為南美會50週年，第五十屆南美展擴大舉辦，並辦理「郭柏川紀念展」。亦首次與中部美術協會交流展，並跨海參加泰國台灣會館舉辦的「台灣藝術文化展」。2008年，申請全國性社團法人，改名「台灣南美會」，潘元石任首任理事長；並由奇美文化基金會贊助購置永久會館。